# 宜野座新
宜野座 新（ぎのざ しん、11月22日 - ）は、日本の男性声優・俳優。愛知県出身。

## 経歴
専門学校名古屋ビジュアルアーツ卒業。
プロダクション・エース（預かり）に所属していた。
主にアニメや洋画の吹き替えで声優として活動しているほか、顔出し俳優としても活動。マッシュルームカットが特徴的で、声の幅も広く、『らき☆すた≒おん☆すて』ではオネエ言葉の演劇部部長と、明るく素直な弟エンジェル尾崎を演じ分けた。
趣味・特技は歌唱、お風呂。また、日商簿記検定2級、全商情報処理検定ビジネス情報部門1級といった資格を持つ。

## 出演作品

### テレビアニメ
2012年
- Another（高校生）

2013年
- 俺の脳内選択肢が、学園ラブコメを全力で邪魔している（西野先輩）
- 勇者になれなかった俺はしぶしぶ就職を決意しました

### 映画
2011年
- 劇場版そらのおとしもの 時計じかけの哀女神（男子A）

### 吹き替え
- 救命医ハンク3 セレブ診療ファイル（2012年）

### テレビ
- おはよう!ジャンジャカランド（2012年5月12日 - 9月29日、TOKYO MX） - ぎのざ 役

### 舞台・ミュージカル
- 裏切りは僕の名前を知っている（2011年12月21日 - 25日、博品館劇場） - 宇筑 役
- らき☆すた≒おん☆すて（2012年9月20日 - 30日、シアターGロッソ） - エンジェル尾崎、演劇部部長 役

## ディスコグラフィー

### 音楽配信
- ジャンジャカ☆ダンス「であいはいつもゆうえんち」（2012年6月15日） - 歌：宜野座新/山田悠希/石田愛美/薩摩零